# فيل كونلي
فيل كونلي (بالإنجليزية: Phil Conley)‏ هو منافس ألعاب قوى أمريكي، ولد في 17 أغسطس 1934 في ماديرا في الولايات المتحدة، وتوفي في 2014 في سانتا روسا في الولايات المتحدة.

## وصلات خارجية
- فيل كونلي على موقع أوليمبيديا (الإنجليزية)